# Mała Wieś (Petite-Pologne)
Pour les articles homonymes, voir Mała Wieś.
Mała Wieś est une localité polonaise de la gmina et du powiat de Wieliczka en voïvodie de Petite-Pologne.